# Kloster Broda
Das Kloster Broda war ein Chorherrenstift des Prämonstratenserordens in der Ortslage des früheren Dorfes Broda am nordwestlichen Ende des Tollensesees.

## Ort
Die Wurzeln des Dorfes Broda liegen mindestens in der Zeit der slawischen Besiedlung, sein Name Broda (oder Brot) leitet sich aus der Altpolabischen Sprache ab und bedeutet Fähre oder Furt. Heute ist Broda ein Ortsteil von Neubrandenburg (Stadtgebiet West).

## Geschichte
Das Kloster wurde am 18. August 1170 bei der Wiederherstellung des Havelberger Domstifts, von Herzog Kasimir von Pommern gestiftet‚ aus Dank für die Reichtümer und Ehren, mit denen die Gnade Gottes ihn vor vielen andern Sterblichen überhäuft habe, unter Beistimmung seines Bruders Bugeslav. Kasimir stattete das Kloster mit 33 Dörfern aus, welche auch Gebiete umfassten, auf denen heute die Städte Neustrelitz, Burg Stargard, Neubrandenburg und Penzlin liegen. Der politisch-ökonomische Einflussbereich des Klosters umfasste ein beachtliches Gebiet und reichte vom südöstlichen Grenzbereich zwischen Mecklenburg und der Kurmark bis zur Müritz. Die Bedingungen für eine Klostergründung waren hier auch deshalb günstig, weil eine große Handelsstraße von Hamburg über Ratzeburg, Schwerin, Broda, Pasewalk nach Stettin führte.
Hauptaufgabe des Klosters Broda war die Christianisierung der unterworfenen Redarier und gleichzeitig die Grenzsicherung zum benachbarten Mecklenburg. Nach neuesten Erkenntnissen geht man jedoch davon aus, dass der tatsächliche Baubeginn des Klosters Broda kaum vor 1240 erfolgt sein kann.
Kasimir, der in den Jahren 1178–1180 auf Geheiß von Heinrich dem Löwen Kriegszüge in die Lausitz und das Land Jüterbog unternommen hatte, fiel im Kampf gegen Otto I. von Brandenburg und hinterließ keine Erben. Fast das gesamte Gebiet des Klosters kam unter brandenburgische Herrschaft und die Gegend von Penzlin fiel an die Herrschaft Werle. 1293 wurde das Kloster dem Kloster Unser Lieben Frauen in Magdeburg unterstellt.
Mitte des 13. Jahrhunderts besaß das Kloster nur noch einen Bruchteil seiner einstigen Fläche. Nur eine Stiftung der Fürsten von Werle rettete das Kloster vor völliger Bedeutungslosigkeit, nachdem die Besitzungen durch Kriegseinwirkungen lange Zeit wüst gelegen hatten. So erhielt das Kloster 1271 als Ausgleich für die 1248 auf dem Grund und Boden des Stiftes gegründete Stadt Neubrandenburg mehrere Gerechtigkeiten, wie das Patronatsrecht über die städtische Pfarrkirche und zwei Bachmühlen, deren Namen aber nicht überliefert sind. Viele der frühen Brodaer Klosterurkunden hielten jedoch kritischen Analysen nicht stand und erwiesen sich als Fälschungen bzw. Modifikationen aus späterer Zeit.
Ein Interessenkonflikt bestand mit Neubrandenburg wegen der Fischerei auf dem Tollensesee. Die Streitigkeiten endeten erst 1498, als See und Fischereirecht endgültig in städtisches Eigentum übergingen. Gleichwohl lieferte die Grenze zwischen der Brodaer Feldmark und der Stadt Neubrandenburg weiterhin vielfachen Anlass für Streitigkeiten.

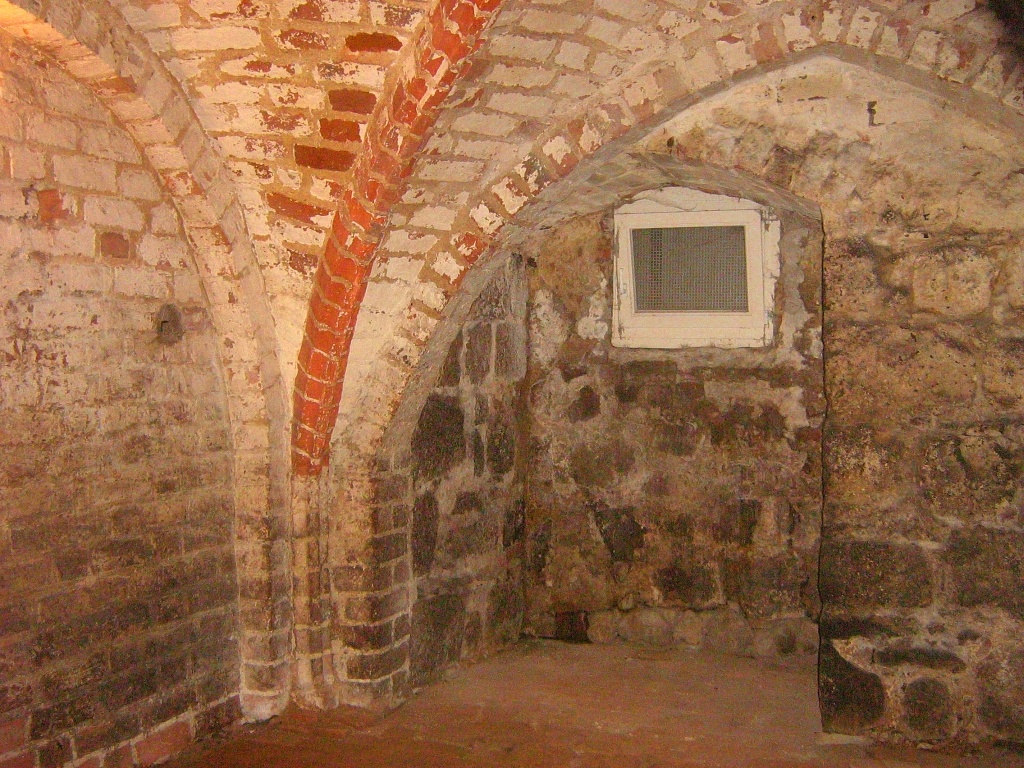
Erhaltenes mittelalterliches Kellergewölbe des ehemaligen Klostertraktes

Im Zuge der Reformation wurde das Kloster 1551 säkularisiert, der umfangreiche Grundbesitz ging ins Eigentum der mecklenburgischen Herzöge über. Broda selbst wurde in ein herzogliches Verwaltungsamt umgewandelt, das bis an die Schwelle des 19. Jahrhunderts bestand und als Gebietskörperschaft erst durch die Verwaltungsreformen des Herzogs Karl II. aufgelöst wurde. Die Ländereien wurden in der Folgezeit als domaniales Pachtgut bewirtschaftet.

## Zustand (heute)
Letzte mittelalterliche Baureste des Klosters wurden im 18. Jahrhundert beseitigt, als man im zentralen Bereich des ehemaligen Klostergeländes in Fachwerkbauweise ein neues Amtshaus errichtete, das später zum Gutspächterhaus umgenutzt wurde. Erst in den 1970er Jahren wurde das südwestliche Grabensystems zugeschüttet und planiert. Seither gibt es keine oberirdisch sichtbaren Spuren der alten Brodaer Klosteranlage mehr. Unter dem inzwischen sanierten Pächterhaus haben sich jedoch mittelalterliche Gewölbekeller des Klosters erhalten, die nach Voranmeldung besichtigt werden können.
Grundrisspläne oder bildliche Darstellungen des Klosters Broda sind nicht bekannt, Dimensionen der Anlage archäologisch bisher kaum erforscht. Überliefert sind jedoch etliche Brodaer Klosterurkunden, die heute im Landeshauptarchiv Schwerin verwahrt werden. Franz Boll hat davon im 19. Jahrhundert umfangreiche Abschriften angefertigt (heute im Regionalmuseum Neubrandenburg). Die Brodaer Archivalien zählen zu den ältesten und historisch wertvollsten Dokumenten aus dem südöstlichen Mecklenburg.